# Ian Ritchie
Ian Ritchie, né le 24 juin 1947 dans le Sussex, est un architecte britannique.

## Biographie
Il est diplômé de l'Université de Liverpool John Moores en 1968 et de Polytechnic of Central London (maintenant l'Université de Westminster) en 1972. Ancien collaborateur de Norman Foster, il est le fondateur et cofondateur des cabinets d'architecture Ian Ritchie Architects (en) et Rice Francis Ritchie.
Parmi ses projets se trouvent le Courtyard Theatre (en) à Stratford-upon-Avon, le Theatre Royal (en) de Plymouth et le Spire de Dublin. Il a également collaboré à la Cité des sciences et de l'industrie, à l'Arche de la Défense et à la pyramide du Louvre avec Ieoh Ming Pei.